# Francisco Galeno
Francisco Galeno (1957, Parnaíba, Piauí – 2 de junho de 2025, Parnaíba, Piauí) foi um artista plástico brasileiro cuja obra se destacou pela fusão entre o imaginário popular nordestino e a e estética construtiva moderna. Cresceu em uma família de pescadores e costureiras, experiências que influenciaram fortemente sua iconografia, composta por elementos como carretéis, anzóis, pipas e latas de sardinha. Radicado em Brazlândia, no Distrito Federal, Galeno construiu uma carreira marcada pelo uso vibrante das cores e por uma poética visual inspirada na memória afetiva e nas festividades populares.
Sua produção incluiu pintura, escultura, instalações e design têxtil, sempre com uma linguagem geométrica e lúdica. Um de seus trabalhos mais emblemáticos foi o painel da Igrejinha Nossa Senhora de Fátima, em Brasília, criado em 2009 em substituição aos afrescos originais de Alfredo Volpi. Galeno também ficou conhecido por vestir-se com roupas criadas por ele mesmo, que considerava parte integrante de sua arte, além de desenvolver figurinos e uniformes com forte apelo visual e simbólico.
Suas obras integram importantes coleções permanentes, entre elas o Museu de Arte de Brasília (MAB) e o Palácio do Itamaraty, o Museu de Arte Contemporânea - MAC Niterói e o Museu de Arte Contemporânea do Rio Grande do Sul. Uma obra do artista foi presenteada pela ex-presidente brasileira Dilma Rousseff ao ex-presidente norte-americano Barak Obama.
O Ministério da Cultura destacou, em nota oficial, sua contribuição ímpar para as artes brasileiras, ressaltando a forma como deu visibilidade à cultura popular do Piauí e do Distrito Federal. A crítica reconhece em sua obra uma "arquitetura das cores", capaz de transformar o cotidiano em arte e inserir periferias como Brazlândia no mapa simbólico da produção cultural nacional.